# Liste der kammermusikalischen Werke Mozarts ohne Klavier
Wolfgang Amadeus Mozarts Kammermusikwerke stehen im Gegensatz zu denen Joseph Haydns nicht so sehr im Mittelpunkt seines Schaffens. Doch hat auch er besonders auf dem Gebiet der Streichquartette und der Violinsonaten Werke geschrieben, die zu den meistgespielten ihrer Gattung gehören.

## Streichduos
Duo für Violine und Viola in G-Dur KV 423 (1783)
1. Allegro
2. Adagio
3. Rondeau: Allegro

Duo für Violine und Viola in B-Dur KV 424 (1783)
1. Adagio – Allegro
2. Andante cantabile
3. Thema con Variazioni: Andante grazioso

## Streichtrios
Sonata (Trio) für zwei Violinen und Bass (Violoncello) in B-Dur KV 266 (1777)
1. Adagio
2. Menuetto

Divertimento (Streichtrio) für Violine, Viola und Violoncello in Es-Dur KV 563 (1788)
1. Allegro
2. Adagio
3. Menuetto (Allegretto) – Trio
4. Andante
5. Menuetto (Allegretto) – Trio I – Trio II
6. Allegro

Trio in G-Dur KV 562e (=Anh. 66) (1788) (Fragment)
1. Allegro

## Streichquartette
Wolfgang Amadeus Mozart schrieb 23 Streichquartette. Vor allem in seinen sechs Haydn-Quartetten knüpft er an Haydns Vorbild an.

### Frühe Quartette
Streichquartett G-Dur KV 80 (73f) „Lodi-Quartett“ (1770, das Rondeau 1773/74)
1. Adagio
2. Allegro
3. Menuetto
4. Rondeau [Allegro]

### Sechs Mailänder Quartette
Streichquartett D-Dur KV 155 (134a) (1772) 1. Mailänder Quartett
1. [Allegro]
2. Andante
3. Molto allegro

Streichquartett G-Dur KV 156 (134b) (1772) 2. Mailänder Quartett
1. Presto
2. Adagio
3. Tempo di Menuetto

Streichquartett C-Dur KV 157 (1772/73) 3. Mailänder Quartett
1. [Allegro]
2. Andante
3. Presto

Streichquartett F-Dur KV 158 (1772/73) 4. Mailänder Quartett
1. Allegro
2. Andante un poco allegretto
3. Tempo di Menuetto

Streichquartett B-Dur KV 159 5. Mailänder Quartett
1. Andante
2. Allegro
3. Rondo: Allegro grazioso

Streichquartett Es-Dur KV 160 (159a) (1773) 6. Mailänder Quartett
1. Allegro
2. Un poco adagio
3. Presto

### Sechs Wiener Quartette
Streichquartett F-Dur KV 168 (1773) 1. Wiener Quartett
1. Allegro
2. Andante
3. Menuetto – Trio
4. Allegro

Streichquartett A-Dur KV 169 (1773) 2. Wiener Quartett
1. Molto Allegro
2. Andante
3. Menuetto – Trio
4. Rondeaux: Allegro

Streichquartett C-Dur KV 170 (1773) 3. Wiener Quartett
1. Andante [Thema und Variationen]
2. Menuetto – Trio
3. Un poco Adagio
4. Rondeaux: Allegro

Streichquartett Es-Dur KV 171 (1773) 4. Wiener Quartett
1. Adagio – Allegro assai
2. Menuetto – Trio
3. Andante
4. Allegro assai

Streichquartett B-Dur KV 172 (1773) 5. Wiener Quartett
1. [Allegro spiritoso]
2. Adagio
3. Menuetto-Trio
4. Allegro assai

Streichquartett d-Moll KV 173 (1773) 6. Wiener Quartett
1. Allegro ma molto moderato
2. Andante grazioso
3. Menuetto – Trio
4. Allegro

### Die sechs Haydn-Quartette
Die von 1782 bis 1785 entstandenen und Joseph Haydn gewidmeten sechs Quartette wurden stark inspiriert von dessen Quartetten op. 33.
Streichquartett G-Dur KV 387 (1782) 1. Haydn-Quartett
1. Allegro vivace assai
2. Menuetto: Allegro
3. Andante cantabile
4. Molto Allegro

Streichquartett d-moll KV 421 (1783) 2. Haydn-Quartett
1. Allegro moderato
2. Andante
3. Menuetto. Allegretto
4. Allegretto ma non troppo – Più allegro

Streichquartett Es-dur KV 428 (1783) 3. Haydn-Quartett
1. Allegro non troppo
2. Andante con moto
3. Allegretto
4. Allegro vivace

Dieses Quartett ist relativ ungewöhnlich – das Hauptthema des ersten Satzes wird unisono vorgetragen und besteht aus einem Oktavsprung gefolgt von einem Tritonus. Im meditativen zweiten Satz wird das Thema (eine Folge von gebrochenen Akkorden) in tiefer Lage eingeführt und dann von den anderen Stimmen übernommen. An überraschenden Wendungen reich ist der letzte Satz.
Streichquartett „Jagd-Quartett“ B-dur KV 458 (1783) 4. Haydn-Quartett
1. Allegro vivace assai
2. Menuetto. Moderato
3. Adagio
4. Allegro assai

Streichquartett A-dur KV 464 (1785) 5. Haydn-Quartett
1. Allegro
2. Menuetto
3. Andante
4. Allegro non troppo

Streichquartett C-Dur „Dissonanzen-Quartett“ KV 465 (1783) 6. Haydn-Quartett
1. Adagio – Allegro
2. Andante cantabile
3. Menuett – Allegro
4. Allegro molto

Der Beiname spielt auf die – damals ungewöhnlichen – Querstände in der Adagio-Einleitung des ersten Satzes an, die von Zeitgenossen für Druckfehler gehalten wurden.

### Hoffmeister-Quartett
Streichquartett D-Dur „Hoffmeister-Quartett“ KV 499 (1786)
1. Allegretto
2. Menuetto: Allegretto – Trio
3. Adagio
4. Allegro

Der Beiname geht zurück auf den Verleger der Wiener Erstausgabe, Franz Anton Hoffmeister (1786).

### Drei Preußische Quartette
Streichquartett D-Dur KV 575 (1789) 1. Preußisches Quartett
1. Allegretto
2. Andante
3. Menuetto: Allegretto
4. Allegretto

Streichquartett B-Dur KV 589 (1790) 2. Preußisches Quartett
1. Allegro
2. Larghetto
3. Menuetto: Moderato
4. Allegro assai

Streichquartett F-Dur KV 590 (1790) 3. Preußisches Quartett
1. Allegro moderato
2. Andante
3. Menuetto: Allegretto
4. Allegro

## Streichquintette
Streichquintett Nr. 1 in B-Dur KV 174 (1773)
1. Allegro moderato
2. Adagio
3. Menuetto ma allegro
4. Allegro

Streichquintett Nr. 2 in c-Moll KV 406 (1782 / nach neuen Erkenntnissen Frühjahr 1787 (KV 516b), Arrangement der Bläserserenade KV 388)
1. Allegro
2. Andante
3. Menuetto in canone – Trio in canone al rovescio – Menuetto
4. Allegro

Streichquintett Nr. 3 in C-Dur KV 515 (1787)
1. Allegro
2. Menuetto. Allegretto
3. Andante
4. Allegro

Streichquintett Nr. 4 in g-Moll KV 516 (1787)
1. Allegro
2. Menuetto. Allegretto
3. Adagio ma non troppo
4. Adagio – Allegro

Streichquintett Nr. 5 in D-Dur KV 593 (1790)
1. Larghetto – Allegro – Larghetto – Primo Tempo
2. Adagio
3. Menuetto. Allegretto – Trio
4. Finale. Allegro

Streichquintett Nr. 6 in Es-Dur KV 614 (1791)
1. Allegro di molto
2. Andante
3. Menuetto. Allegretto – Trio
4. Allegro

## Andere Kammermusik für Streicher
Sechs Präludien und Fugen für Violine, Viola und Violoncello, KV 404a (1782)
1. d-moll – Adagio: Fuge aus BWV 853 von Johann Sebastian Bach
2. g-moll – Adagio: Fuge aus BWV 883 von Johann Sebastian Bach
3. F-Dur – Adagio: Fuge aus BWV 882 von Johann Sebastian Bach
4. F-Dur – Adagio aus BWV 527 und Fuge aus BWV 1080 Nr. 8 von Johann Sebastian Bach
5. Es-Dur – Largo, Allegro aus BWV 526 von Johann Sebastian Bach
6. f-moll – Adagio: Fuge aus F 31/8 von Wilhelm Friedemann Bach

Fünf Fugen für zwei Violinen, Viola und Violoncello, KV 405 (1782)
Transkription von Fugen von Johann Sebastian Bach
1. c-moll (BWV 871)
2. Es-Dur (BWV 876)
3. E-Dur (BWV 878)
4. D-Dur (BWV 877)
5. d-moll (BWV 874)

Adagio und Fuge für Streicher c-Moll KV 546 (1788)

## Kammermusik für Bläserensembles
Adagio für zwei Bassetthörner und Fagott F-Dur, KV 410 (1785)
Adagio für zwei Klarinetten und Bassetthorn B-Dur KV 411 (1785)
Zwölf Duette für zwei Hörner C-Dur KV 487 (1786)
1. Allegro
2. Minuetto und Trio. Allegretto
3. Andante
4. Polacca
5. Larghetto
6. Minuetto und Trio
7. Adagio
8. Allegro
9. Minuetto und Trio
10. Andante
11. Minuetto und Trio
12. Allegro

## Kammermusik für Blasinstrument und Streicher
Sonate für Fagott und Violoncello B-dur KV 292 (1775)
1. Allegro
2. Andante
3. Rondo – Allegro

Quartett für Flöte und Streichtrio D-dur KV 285 (1777)
1. Allegro
2. Adagio
3. Rondeau

Quartett für Flöte und Streichtrio C-dur KV 285b (=Anh. 171) (1778)
1. Allegro
2. Thema. Andantino – Var. I–IV

Quartett für Flöte und Streichtrio G-dur KV 285a (1781-82)
1. Andante
2. Tempo di Menuetto

Quartett für Flöte und Streichtrio A-dur KV 298 (1786-87)
1. Thema. Andante – Var I-IV
2. Menuetto – Trio
3. Rondeau. Allegretto grazioso

Quartett für Oboe und Streichtrio F-Dur KV 370 (1781)
1. Allegro
2. Adagio
3. Rondeau. Allegro

Hornquintett Es-dur (Horn, Violine, zwei Bratschen und Violoncello) KV 407 (1782)
1. Allegro
2. Andante
3. Rondo. Allegro

Quintett für Klarinette und Streichquartett A-Dur KV 581 (1789) „Stadler-Quintett“
1. Allegro
2. Larghetto
3. Menuetto – Trio I – Trio II
4. Allegretto con variazioni

## Kammermusik für Glasharmonika
- Adagio und Rondo für Glasharmonika, Flöte, Oboe, Viola und Cello C-Dur KV 617 (1791)
- Adagio für Glasharmonika C-Dur KV 356 (1791)